# خوزه لوئیز سانتاماریا
خوزه لوئیز سانتاماریا (انگلیسی: José Luis Santamaría؛ زادهٔ ۱۴ ژانویهٔ ۱۹۷۳) بازیکن فوتبال اهل اسپانیا است.
از باشگاه‌هایی که در آن بازی کرده‌است می‌توان به باشگاه فوتبال رئال وایادولید و باشگاه فوتبال رئال مادرید کاستیا اشاره کرد.